# تپه ذوالفرخ
تپه ذوالفرخ مربوط به دوران پیش از تاریخ ایران باستان است و در شهرستان سبزوار، بخش روداب، روستای ذوالفرخ واقع شده و این اثر در تاریخ ۱۹ اسفند ۱۳۸۰ با شمارهٔ ثبت ۴۹۰۳ به‌عنوان یکی از آثار ملی ایران به ثبت رسیده است.